# Aleksandra Babintseva
Aleksandra Babintseva, Aleksandra Ivanovna Babintseva, née le 4 février 1993 à Kirov, est une judokate russe. Luttant dans la catégorie des moins de 78 kg, mi-lourds, elle est médaillée de bronze lors des Championnats du monde 2018.

## Palmarès

### Compétitions internationales
| Année | Compétition           | Lieu  | Résultat | Catégorie      |
| ----- | --------------------- | ----- | -------- | -------------- |
| 2018  | Championnats du monde | Bakou | 3e       | Moins de 78 kg |

Outre ses médailles individuelles, elle obtient des médailles dans des compétitions par équipes
| Année | Compétition                               | Lieu          | Résultat |
| ----- | ----------------------------------------- | ------------- | -------- |
| 2018  | Championnats d'Europe par équipes (mixte) | Ekaterinbourg | 3e       |

### Tournois Grand Chelem et Grand Prix
| Année | Compétition          | Lieu    | Résultat | Catégorie      |
| ----- | -------------------- | ------- | -------- | -------------- |
| 2016  | Grand Slam de Tuymen | Tioumen | 3e       | Moins de 78 kg |